# ثنائي أكسيد السيلينيوم
ثنائي أكسيد السيلينيوم هو أكسيد مستقر لعنصر السيلينيوم صيغته SeO2، ويوجد على شكل صلب بلوري أبيض اللون، له رائحة تشبه رائحة الفجل.

## التحضير
يمكن أن يحضر المركب من أكسدة السيلينيوم بأكسجين الهواء أو من تفكك حمض السيلينوز:
{\displaystyle \mathrm {Se+O_{2}\longrightarrow \ SeO_{2}} }
{\displaystyle \mathrm {H_{2}SeO_{3}\longrightarrow \ SeO_{2}+H_{2}O} }

## الخواص
يوجد المركب في الشروط القياسية على شكل صلب بلوري أبيض اللون، وهو ذو انحلالية جيدة في الماء.
للمركب بنية بوليميرية يبلغ فيها طول الرابطة Se-O البينية مقدار 179 بيكومتر، أما الرابطة الطرفية Se-O فيبلغ طولها 162 بيكومتر.

## الاستخدامات
يستخدم ثنائي أكسيد السيلينيوم في الاصطناع العضوي لغرض الأكسدة، مثل تفاعل أكسدة رايلي (Riley oxidation) وفي الأكسدة الأليلية.